# Hội đồng Bộ trưởng
Hội đồng Bộ trưởng là tên gọi được dùng để chỉ nội các hay chính phủ ở một số quốc gia. Danh xưng này cũng từng được sử dụng phổ biến ở các nước xã hội chủ nghĩa trước đây như Ba Lan, Bulgaria, CHDC Đức, Hungary, Liên Xô. Ngày nay, khái niệm này còn mở rộng cho vùng lãnh thổ như Hội đồng Bộ trưởng EU hoặc Hội đồng bộ trưởng Bắc Âu.

## Cơ cấu của Hội đồng Bộ trưởng
Cơ cấu thông thường của Hội đồng Bộ trưởng gồm:
1. Chủ tịch;
2. Phó Chủ tịch Thứ nhất;
3. Phó Chủ tịch;
4. Tổng Thư ký;
5. Các Bộ trưởng.

Thực chất của việc đưa ra khái niệm này là nhằm minh chứng về sự dân chủ và tạo ra khác biệt với hệ thống hiện hành lúc đó của các nước tư bản chủ nghĩa; còn về thực chất không khác gì một nội các hay chính phủ thông thường. Hiểu một cách nôm na thì đó là một hội đồng có các thành viên là bộ trưởng để điều hành đất nước.

## Các quốc gia đang hoặc từng sử dụng
- Liên Xô: Совет Министров
- Cộng hòa Dân chủ Đức: Ministerrat
- Ba Lan: Rada Ministrów
- Albania: Këshilli i Ministrave
- Việt Nam: Hội đồng Bộ trưởng
- Pháp: Conseil des ministres
- Ấn Độ: Union Council of Ministers
- Bồ Đào Nha: Conselho de Ministros
- Thái Lan: คณะรัฐมนตรีไทย
- Bulgaria: Министерски съвет
- Cuba: Consejo de Ministros
- Ý: Consiglio dei Ministri
- Tây Ban Nha: Consejo de Ministros
- Ả Rập Xê Út: مجلس الوزراء
- Hà Lan: Ministerraad
- Colombia: Consejo de Ministros
- Bhutan: ལྷན་རྒྱས་གཞུང་ཚོགས་